# 生井俊重
生井 俊重（なまい とししげ、1943年11月26日 - ）は、元放送局経営者。

## 経歴
- 東京都出身。
- 1967年に慶応義塾大学経済学部を卒業し、石川島播磨重工業に入社。
- 1969年に東洋経済新報社へ移籍。
- 1991年10月にTBSへ移籍。報道局報道センター経済担当部長、報道局次長、経営企画局長・BS推進局長、取締役経営企画局長（1999年6月より）、上席執行役員経営企画局長・IR推進室長（2001年6月より）、上席執行役員社長室付、取締役・BS-TBS代表取締役社長（2002年6月より）、TBSサービス取締役会長・東京放送ホールディングス顧問・BS-TBS顧問（2009年6月より）を歴任。
- また、TBSメディア総合研究所顧問、ビックカメラ取締役（2005年11月 - 2018年11月）も歴任。
- 現在はBS-TBSシニアアドバイザー（2016年4月より）、TBSテレビ顧問（2017年6月より）を務める。

## 過去の出演番組
- NEWS21 サンデースコープ経済版（BS-TBS）コメンテーター
- 週刊BS-TBS報道部（BS-TBS）コメンテーター